# Sejati (Giriwoyo)
Sejati is een bestuurslaag in het regentschap Wonogiri van de provincie Midden-Java, Indonesië. Sejati telt 2737 inwoners (volkstelling 2010).